# Edna Fischel Gellhorn
Edna Fischel Gellhorn (1878 – 1970) est une suffragette et réformatrice américaine qui joue un rôle de premier plan dans la fondation de la League of Women Voters.

## Biographie
Edna Fischel Gellhorn est née le 18 février 1878 à Saint-Louis, dans le Missouri. Son père est professeur de médecine clinique à l'Université de Washington et participe à la fondation du Barnard Free Skin and Cancer Hospital. Ses parents sont impliqués dans la Société d'Éthique culturelle de Saint-Louis. Influencée par eux, Fischel s'investit dans sa communauté notamment en consacrant du temps au travail civique. Elle étudie au Mary Institute et au Bryn Mawr College. Elle y devient présidente des étudiants dans les deux écoles,. Après ses études à Bryn Mawr en 1900, Fischel est élue présidente à vie de sa classe. Pendant ses études, elle fait la connaissance de la future Première dame des États-Unis, Eleanor Roosevelt.
Très proche de sa fille Martha Gellhorn, future correspondante de guerre, elle s’écriront quotidiennement pendant toute leur vie.

## Suffragette

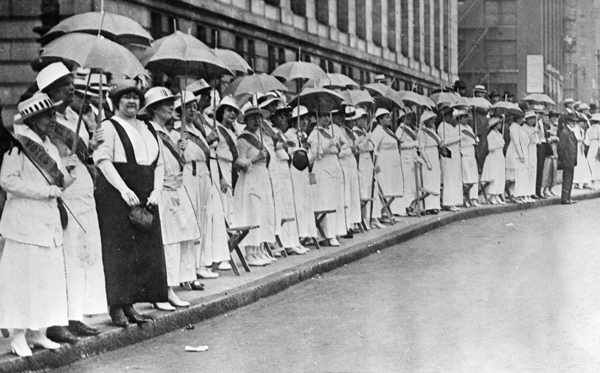
The Golden Lane

Gellhorn est membre des Equal Suffrage Leagues (Ligues pour l'égalité de vote) de Saint-Louis et du Missouri de 1910 jusqu'à l'adoption du dix-neuvième amendement en 1919.
Au cours de la Première Guerre mondiale, elle est également directrice régionale pour les programmes de rationnement de la nourriture présidé par Herbert Hoover ,.
En 1916, à la convention nationale du Parti démocrate se tient à Saint-Louis, "The Golden Lane" qui réunit des milliers de femmes portant du jaune, des parasols, borde les deux côtés de la route menant au Coliseum. Un tableau des États-Unis sur le mur du Musée d'Art indiquant "les États sans la voix des femmes" est recouvert de tissu noir. Dans la première rangée se trouve deux petites filles, Marie Taussig et Martha Gellhorn (sa fille), représentant les futures électrices. Elle est une des organisatrice de cette manifestation.
En 1919, son vote est décisif lors d'un sondage organisé par la League of Women Vioters de Saint-Louis pour permettre aux femmes africaines-américaines de siéger au conseil d'administration. En 1921 Gellhorn et les membres de la Ligue, préfèrent quitter leurs bureaux sis à l'Hotel Kingsway à Saint Louis plutôt que d'obéïr aux injonctions du personnel de l'hôtel, qui veut imposer aux africaines américaines de la Ligue d'utiliser l'ascenseur de service plutôt que l'ascenseur public.
Gellhorn est l'une des fondatrice et la vice-présidente de la National League of Women Voters (en) en 1920. Carrie Chapman Catt lui demande d'être la présidente mais elle refuse,. Gellhorn est aussi membre du conseil d'administration, présidente de la Ligue de Saint-Louis pendant trois mandats et la première président de la Ligue de l'État du Missouri. Elle est également élue à la Ligue nationale et inscrite au Rolls of Honor.
Après la Seconde Guerre mondiale, Gellhorn co-fonde et travaille pour l'Association des Nations unies aux États-Unis. Elle avoue regretter de ne pas avoir participé à la Marche sur Washington pour l'emploi et la liberté en 1963.
Elle meurt à Saint-Louis le 24 septembre 1970 d'un trouble du rythme cardiaque.

## Héritage
En 1968, l'Université de Washington créé le Edna Fischel Gellhorn Professorat en Affaires Publiques. Ses papiers font maintenant partie des collections de l'Université de Washington. L'Université lui décerne aussi un Doctorat en droit honoraire en 1964.
À l'âge de 79 ans, Gellhorn est sélectionnée en tant que Women of chievement par Saint Louis Globe-Democrat.